# Hakui
Hakui (japanisch 羽咋市, -shi) ist eine Stadt in der japanischen Präfektur Ishikawa.

## Geographie
Hakui liegt nördlich von Kanazawa auf der Noto-Halbinsel am Japanischen Meer.

## Wirtschaft
Hakui besitzt eine blühende Seiden- und Kunstseidenproduktion. Landwirtschaftliche Produkte sind Reis, Gemüse und Obst.

## Sehenswürdigkeiten
- Chirihama-Nagisa Driveway (千里浜なぎさドライブウェイ)
- Keta-taisha (気多大社, dt. „Keta-Großschrein“)
- Myōjō-ji (妙成寺)

## Verkehr
- Zug
  - JR Nanao-Linie
- Straße

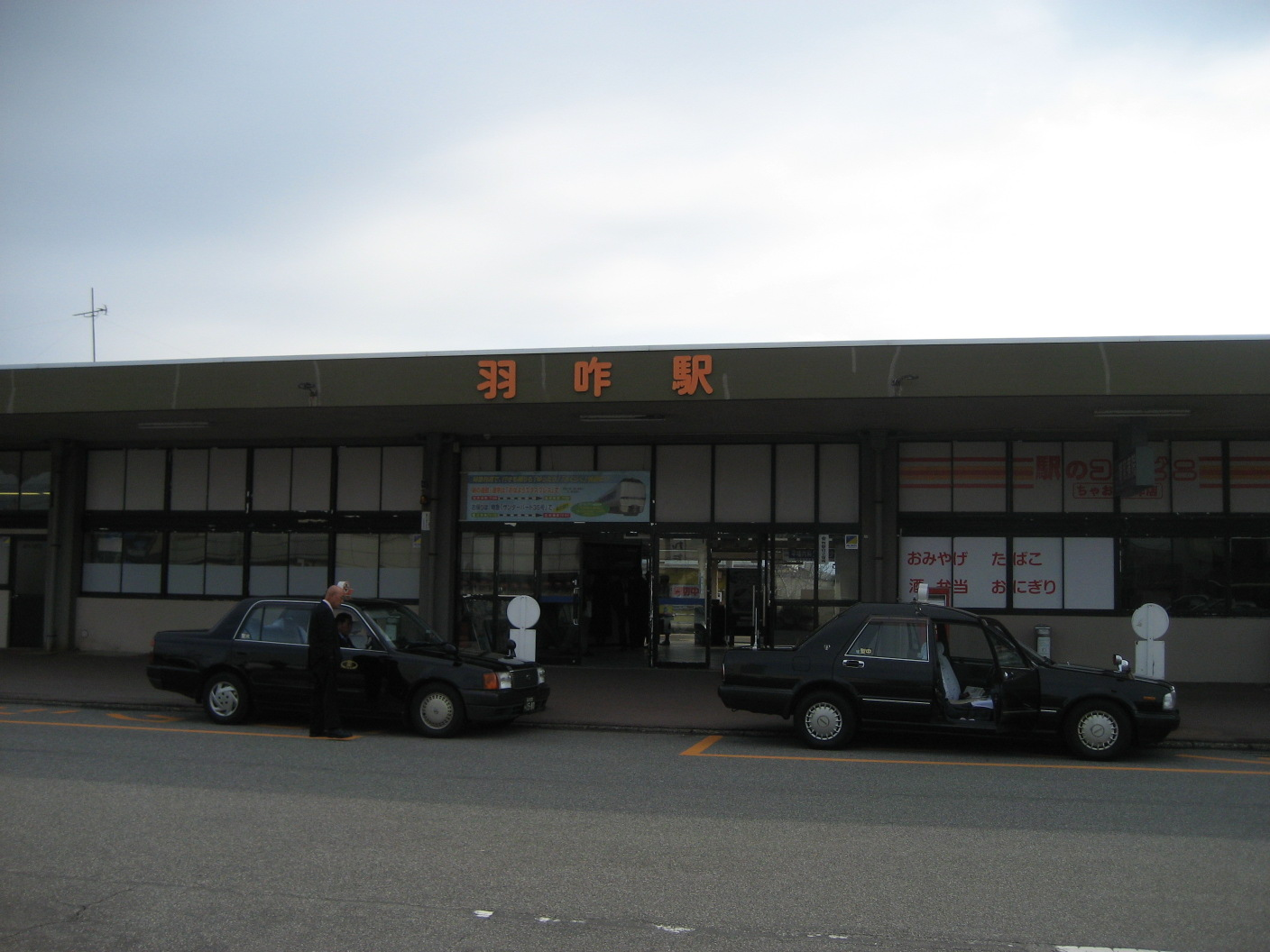
Bahnhof Hakui

  - Noto-Autobahn, nach Kanazawa, Uchinada und Anamizu
  - Nationalstraße 159, nach Kanazawa und Nanao
  - Nationalstraße 249, nach Nanao, Suzu, Wajima, Kahoku und Kanazawa
  - Nationalstraße 415, nach Toyama
  - Nationalstraße 471, nach Oyabe und Takayama

## Angrenzende Städte und Gemeinden

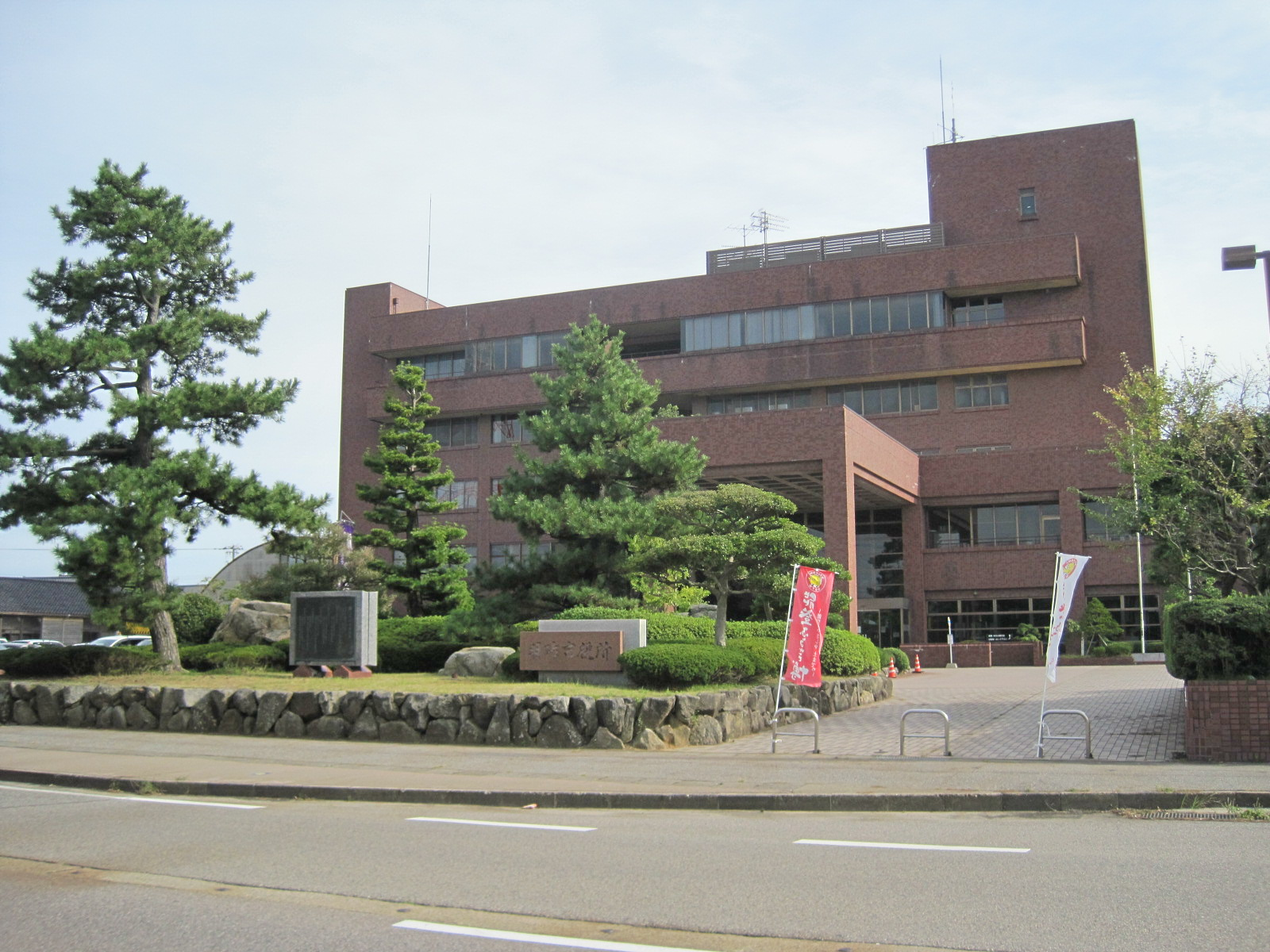
Rathaus

- Präfektur Ishikawa
  - Nakanoto
  - Shika
  - Hōdatsushimizu
- Präfektur Toyama
  - Himi